# Briosia ampelophaga
Briosia ampelophaga är en svampart som beskrevs av Cavara 1888. Briosia ampelophaga ingår i släktet Briosia, divisionen sporsäcksvampar och riket svampar.   Inga underarter finns listade i Catalogue of Life.